# Branew Szlachecka
Branew Szlachecka – wieś sołecka w Polsce położona w województwie lubelskim, w powiecie janowskim, w gminie Dzwola.
Do 31 grudnia 2014 Branew – wieś w Polsce położona w województwie lubelskim, w powiecie janowskim, w gminie Dzwola. 
Miejscowość została zniesiona z dniem 1 stycznia 2015 z jednoczesnym utworzeniem dwóch nowych miejscowości: Branew Ordynacka i Branew Szlachecka.

## Części wsi
| SIMC    | Nazwa | Rodza              |
| ------- | ----- | ------------------ |
| 0790858 | Sapy  | część miejscowości |